# Честер (Џорџија)
Честер (енгл. Chester) град је у америчкој савезној држави Џорџија. По попису становништва из 2010. у њему је живело 1.596 становника.

## Демографија
Према попису становништва из 2010. у граду је живело 1.596 становника, што је 1.291 (423,3%) становника више него 2000. године.
| Група             | 2000.       | 2010.       |
| Белци             | 165 (54,1%) | 606 (38,0%) |
| Афроамериканци    | 136 (44,6%) | 923 (57,8%) |
| Азијати           | 0 (0,0%)    | 3 (0,2%)    |
| Хиспаноамериканци | 0 (0,0%)    | 58 (3,6%)   |
| Укупно            | 305         | 1.596       |